# Andreas Olsen Sæhlie
Andreas Olsen Sæhlie, född 1 augusti 1832 på Sælie i Vang, död 27 augusti 1896, var en norsk politiker.
Sæhlie var en stor jordägare och intressent i många industriföretag i Norge och Sverige. Han var 1868–79 liberal ledamot av Stortinget, men närmade sig sedermera de konservativa och erbjöds 1884 att inträda i Christian Homann Schweigaards kampministär, men avslog anbudet. Han var ledamot av grannelagsrätts- (1882) och maltskattekommittéerna (1884).